# Habronattus dossenus
Habronattus dossenus là một loài nhện trong họ Salticidae.
Loài này thuộc chi Habronattus. Habronattus dossenus được Griswold miêu tả năm 1987.

## Hình ảnh

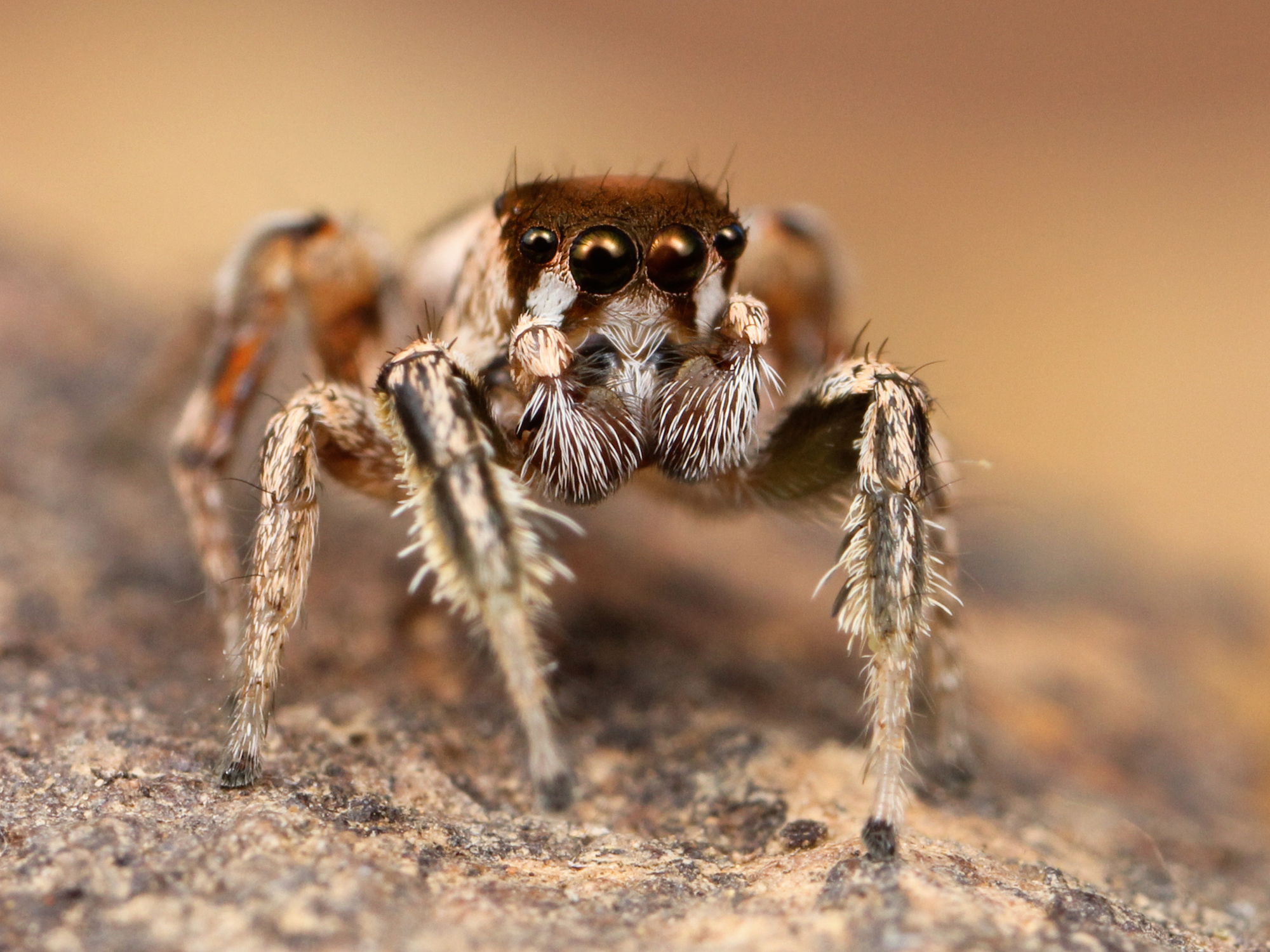
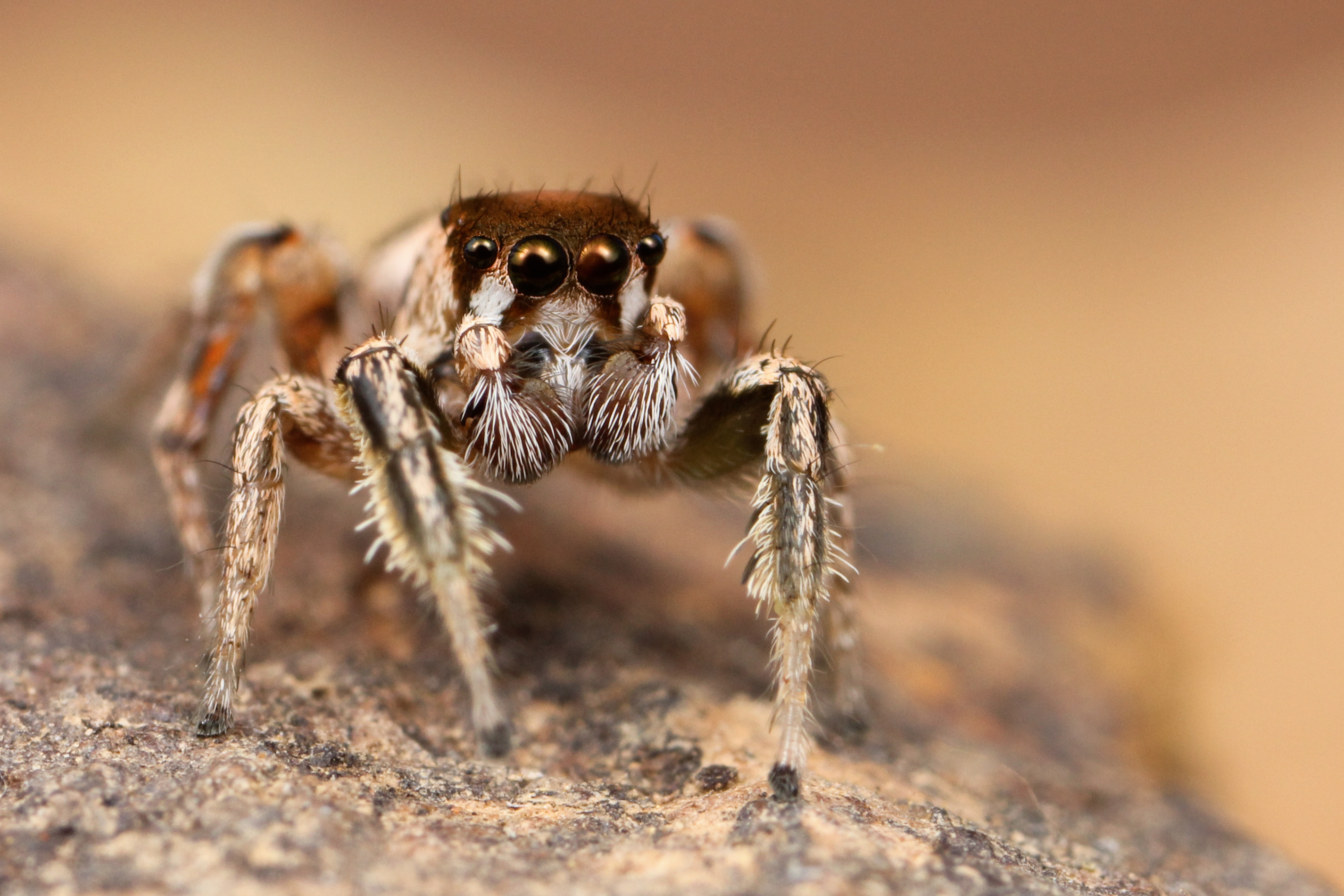